# Gerry Anderson
Gerry Anderson (14 de abril de 1929 — 26 de dezembro de 2012) foi um editor, produtor, diretor e escritor britânico, mais conhecido por ser o criador das séries Thunderbirds e Espaço 1999, na década de 1960.